# Bucov
Bucov là một xã thuộc hạt Prahova, România. Dân số thời điểm năm 2002 là 10448 người.